# Karagije-Senke

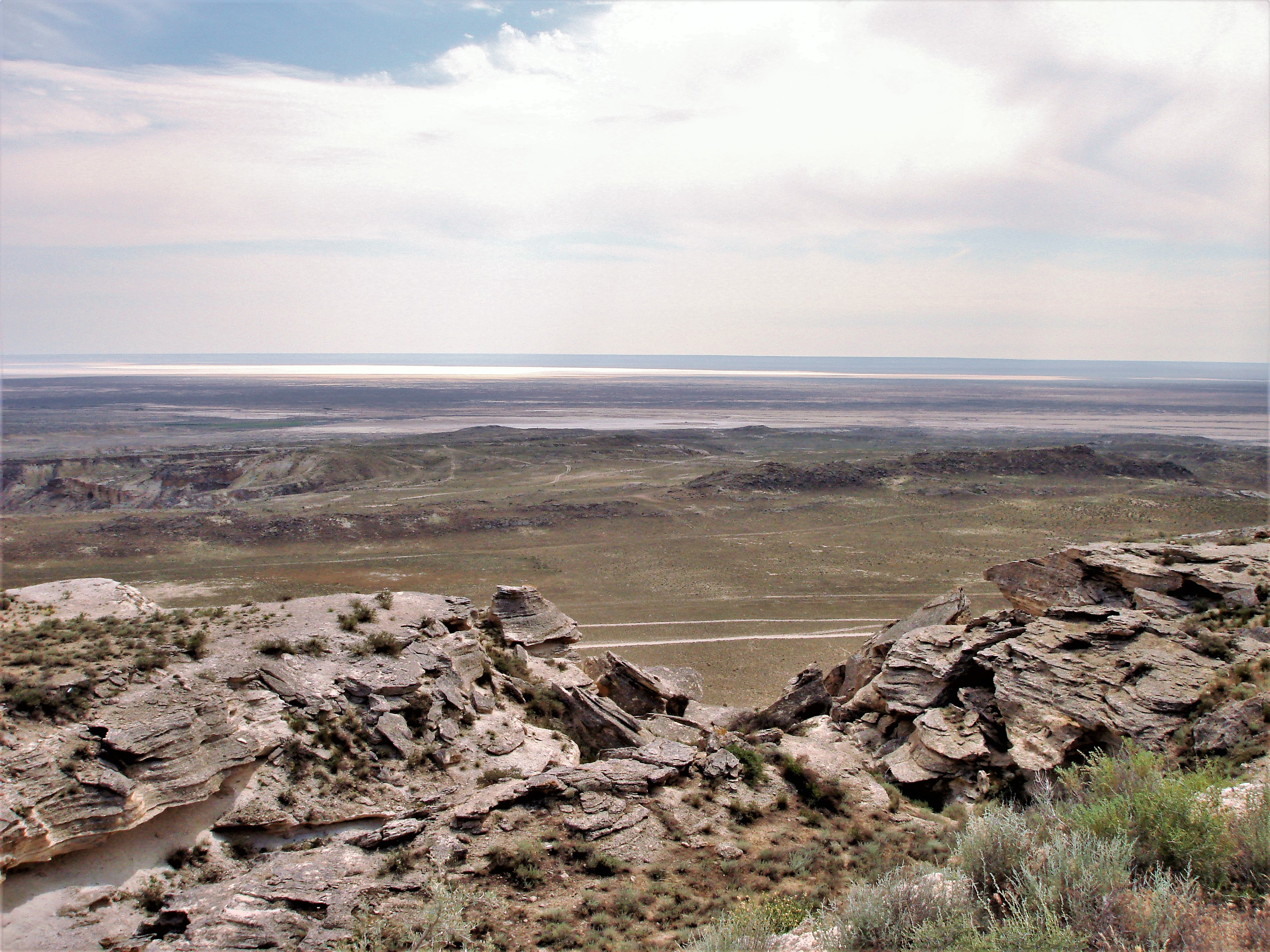
Blick auf die Senke

Die Karagije-Senke (auch Karagije-Hohlung genannt, kasachisch Қарақия ойпаты, Qaraqıya oypatı) enthält die niedrigste Stelle von Kasachstan (Zentralasien).
Die tiefste Stelle dieser Depression, die auch die niedrigste Stelle der ehemaligen Sowjetunion darstellt, liegt 132 m unter dem Meeresspiegel. Als Teil der Aralo-Kaspischen Niederung bzw. der Kaspischen Senke befindet sie sich südöstlich von Aqtau und westlich des Mangyshlak-Plateaus auf der in das Kaspische Meer hinein ragenden Mangghystau-Halbinsel.